# Fossé aux Cerfs
Le fossé aux Cerfs, ou Jelení příkop en tchèque, est un ravin de Prague, en Tchéquie. Il sépare le château de Prague, au sud, du jardin royal du Château de Prague, au nord. Il est franchi par le pont Poudrier.

## Description
Le fossé couvre une superficie de plus de 8 hectares le long du ruisseau Brusnice . Le fossé ne servait à l’origine que de barrière défensive, mais sous le règne de l’empereur Rodolphe II, des cerfs y étaient implantés et chassés, d’où son nom. Les douves sont divisées en quais supérieur et inférieur du pont Poudrier.
Le 3 septembre 2002, un tunnel piétonnier a été ouvert à travers le remblai du pont poudrier, construit selon le projet de Josef Pleskot. Ainsi, les parties supérieure et inférieure du fossé ont été reliées à nouveau.

Après plusieurs années de fermeture, l’administration du château de Prague a rouvert les douves supérieures du Fossé au public au printemps 2021. Les douves inférieures du Fossé ont également été ouvertes au public le 11 décembre 2022. Divers événements culturels et sociaux ont lieu occasionnellement dans le fossé aux Cerfs. 

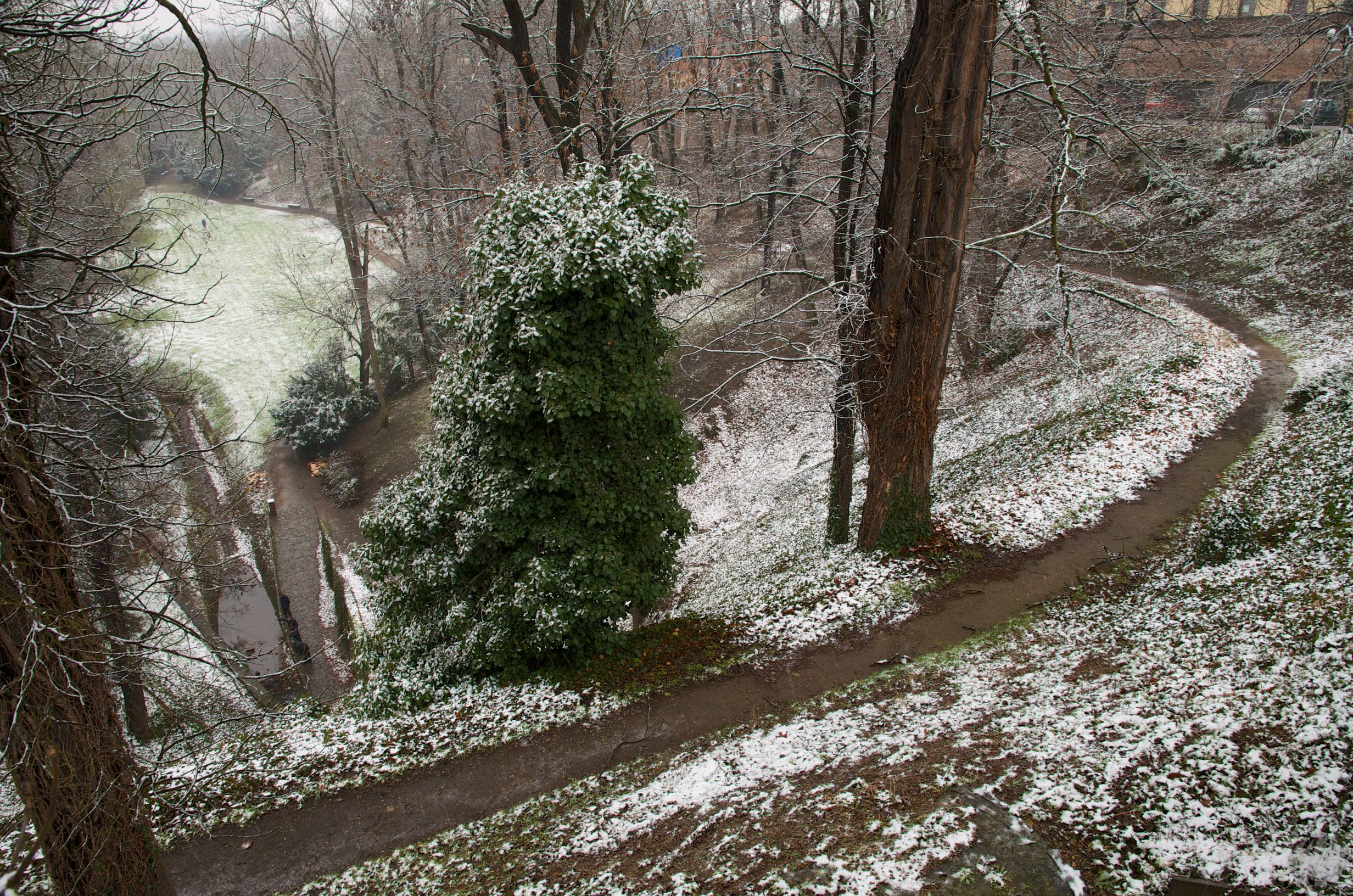
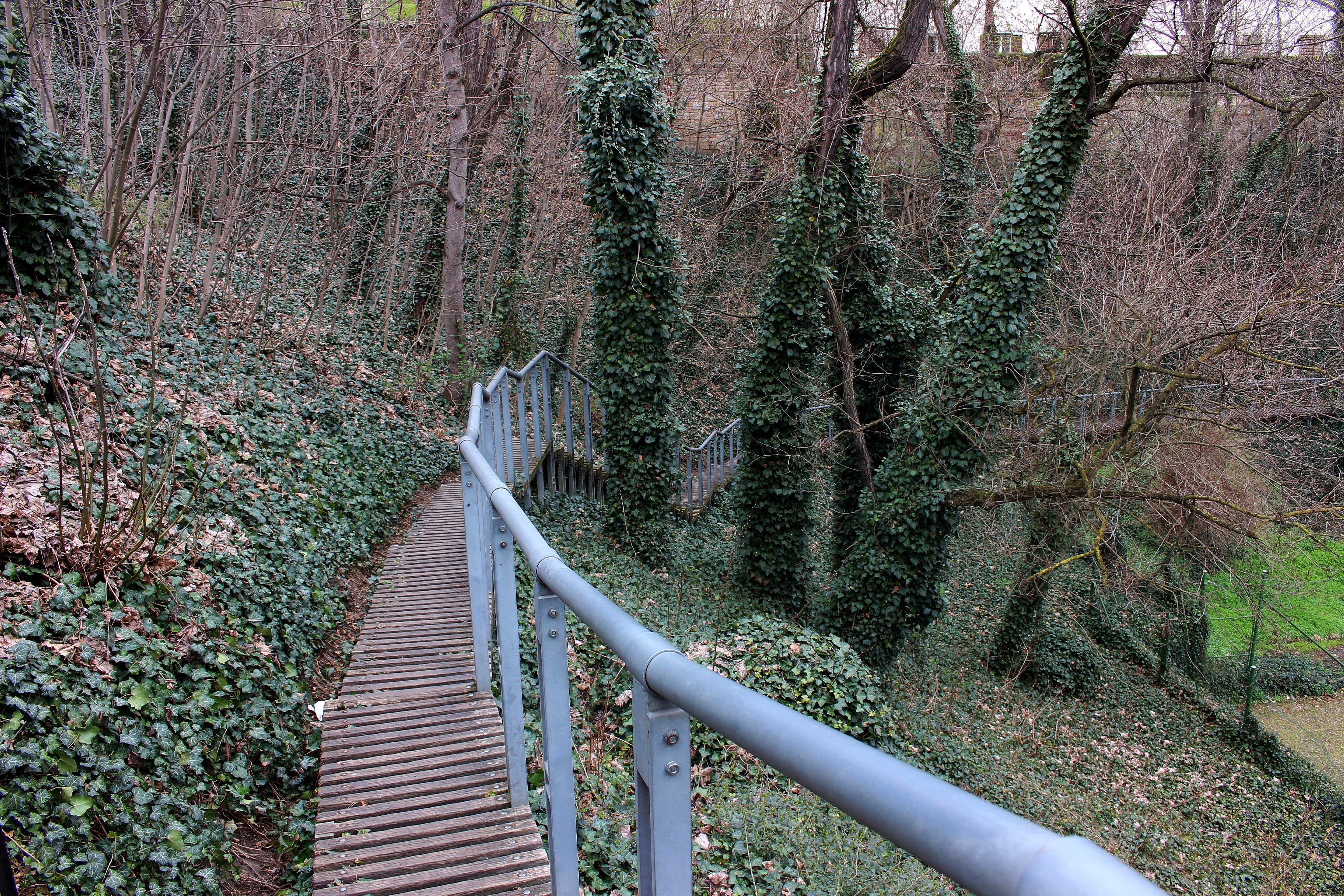
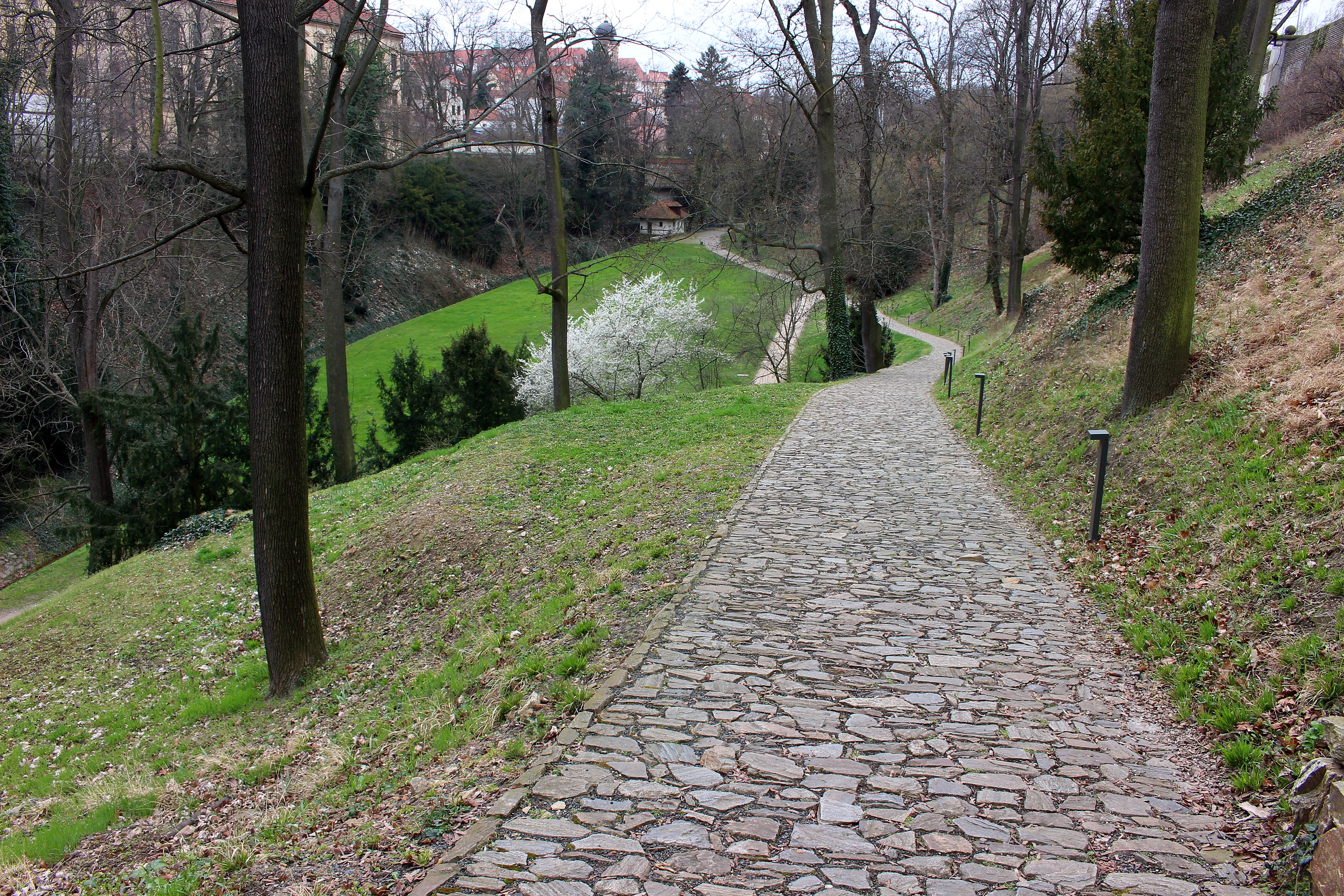
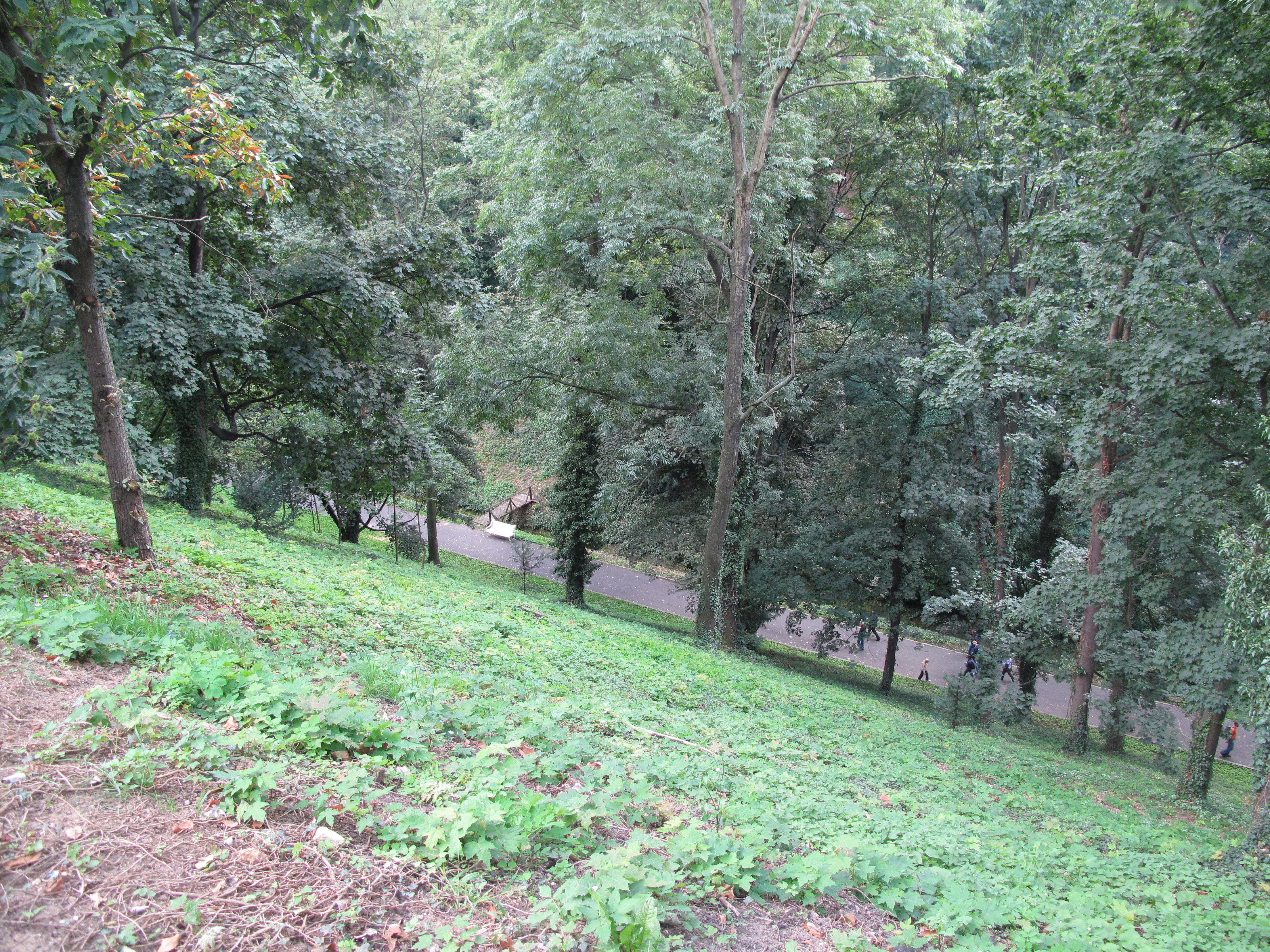
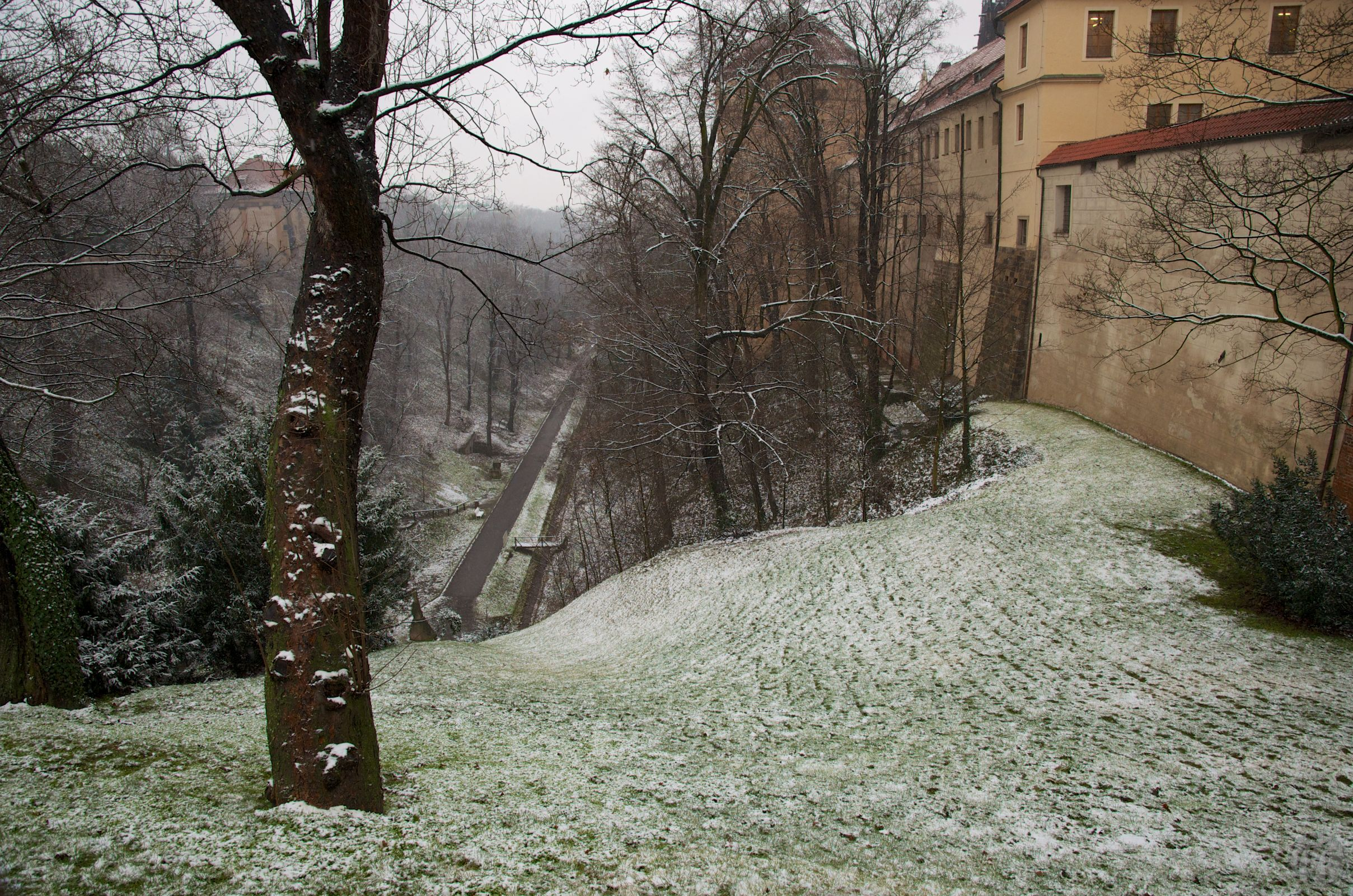